# Шенковичи (община Соколац)
Шенковичи (на сръбски: Шенковићи) е село в Босна и Херцеговина, разположено в община Соколац, в ентитета на Република Сръбска. Намира се на 825 метра надморска височина. Населението му според преброяването през 2013 г. е 11 души, от тях: 11 (100 %) сърби.

## Население
Численост на населението според преброяванията през годините:
- 1961 – 148 души
- 1971 – 86 души
- 1981 – 58 души
- 1991 – 22 души
- 2013 – 11 души